# 남고양 나들목
남고양 나들목(S.Goyang IC)은 경기도 고양시 덕양구 현천동에 설치된 평택파주고속도로 남고양 ~ 봉대산 구간과 자유로의 교차로이자 평택파주고속도로 남고양 ~ 봉대산 구간의 기점이다. 2020년 11월 7일에 개통되었다. 자유로의 경우 서울 방향 진입과 파주 방향 진출만 가능하다. 건설 당시 가칭은 현천 나들목이었다.

## 연혁
- 2015년 8월 7일 : 서울문산고속도로 신설을 위해 고양시 도시계획시설 교통광장에 덕양구 현천동 일원을 현천 나들목으로 고시[1]
- 2020년 11월 7일 : 평택파주고속도로 서울 ~ 파주 구간 개통과 함께 남고양 나들목으로 통행 개시[2]

## 구조물 정보
- 위치 : 경기도 고양시 덕양구 현천동

## 접속하는 도로
- 국도 제77호선 (자유로)